# Slag van de Standaard
De Slag van de Standaard was een veldslag die op 22 augustus 1138 plaatsvond vlak bij de plaats Northallerton in Yorkshire, Engeland. In de Slag van de Standaard kwam het tot een treffen tussen een Engels leger onder leiding van Willem van Aumale en een Schots leger onder leiding van koning David I van Schotland, die Engeland in het voorjaar van 1138 was binnengevallen. Dit had hij gedaan onder het voorwendsel dat hij de aanspraken van de dochter van de overleden Engelse koning Hendrik I, Mathilde, wilde steunen tegenover koning Stefanus. In werkelijkheid wilde de Schotse koning zijn greep op de graafschappen Cumberland en Northumberland verstevigen en zijn invloed in Noord-Engeland vergroten. De naam van de slag komt voort uit het feit dat de Engelse posities werden gemarkeerd door een gewijde standaard met de hostie en de vlaggen van de minsters van York, Beverley en Ripon daaraan bevestigd. Het wijden van de standaard en het bijeenbrengen van het Engelse leger waren grotendeels het werk van de aartsbisschop van York, Thurstan.

## Aanloop
Koning David van Schotland was sinds zijn jeugd verbonden geweest aan het hof van koning Hendrik I van Engeland. Na zijn troonsbestijging voerde David dan ook hervormingen naar Normandisch voorbeeld door in Schotland, waarbij hij zijn eigen macht vergrootte ten koste van de onafhankelijke en machtige Gaelische adel, het feodalisme ingang deed vinden in zijn koninkrijk, Vlaamse, Franse en Normandische edelen in zijn dienst aantrok en de kerk centraliseerde. Banden met Hendrik bleven echter hecht en door middel van zijn vrouw was David graaf van Huntingdon geworden. Nadat de enige zoon van Hendrik, William Adelin, in 1120 verdronken was tijdens een oversteek van het Kanaal was David de eerste hoveling die in overeenstemming met Hendriks wens beloofde de rechten van diens dochter Mathilde op de Engelse troon te behartigen. De beslissing om een vrouw de troon te laten erven was controversieel en de baronnen hadden baat bij een troonstrijd om hun eigen macht uit te breiden. Na de dood van Hendrik in 1135 verkozen de rijksgroten Hendriks neef Stefanus van Blois tot koning, waar Mathilde geen genoegen mee nam. Uiteindelijk brak er een langdurige burgeroorlog uit die pas na Stefanus' dood in 1154 beslecht werd. David hield zijn woord en gaf zijn steun aan Mathilde. In 1137 verkreeg David na een korte strijd zeggenschap over Cumberland, maar hij wilde meer invloed.
In januari 1138 viel David verschillende kastelen langs de Tweed aan, waarbij hij het kasteel van Norham kon innemen maar faalde in zijn opzet om ook het kasteel van Wark in te nemen. Een belegeringsmacht achterlatend, trok David verder Northumberland in. Ondertussen plunderde een ander Schots leger onder aanvoering van Davids neef Willem fitz Duncan de omgeving van Craven en versloeg FitzDuncan op 10 juni een Engels leger bij Clitheroe. De plunderingen waren zo hevig dat de Engelse kroniekschrijvers de Schotten van barbarij beschuldigden. Een poging van koning Stefanus om David persoonlijk het hoofd te bieden liep op niets uit, want de Schotse koning slaagde erin om het Engelse leger te vermijden en Stefanus keerde onverrichter zake terug zuidwaarts. In de zomer trok David de Tyne over en Yorkshire binnen. De magnaten van het graafschap kwamen in York bijeen om de crisis te bespreken, maar er was veel onderling wantrouwen. Door de overtuigingskracht van Thurstan, de aartsbisschop, werd toch besloten om de strijd aan te gaan met het sterkere Schotse leger. Een poging om met David te onderhandelen mislukte toen de Engelse afgezanten probeerden om tweedracht te zaaien tussen Davids Normandische soldaten en de Gaelische Hooglanders in zijn leger. Terwijl Davids leger de Tees overstak, stelden de Engelsen zich defensief op een heuvelrug ten noorden van Northallerton op.

## De slag
Davids leger betrad het slagveld vanuit het noorden, met de hogergelegen North York Moors aan zijn linkerhand en de rivier de Swale aan zijn rechterhand. De grond was moerassig, op de heuvelrug na waarop de Engelsen zich hadden verschanst. De Engelse ridders waren van hun paarden afgestegen.
Verschillende kroniekschrijvers hebben een relaas van de slag gegeven. Jan van Worcester stelt dat David de Engelsen wilde verrassen in de zware mist die er op die dag hing. Richard van Hexham zegt dat de Schotten de standaard en het Engelse leger daaronder pas op korte afstand ontdekten. Aelred van Rievaulx schrijft dat het Schotse leger in vier linies oprukte. De voorste linie werd gevormd door Gaelische krijgers uit Galloway, die met speren waren bewapend. De tweede lijn werd aangevoerd door de erfgenaam van David, Hendrik, en bestond uit soldaten afkomstig uit Cumbria en het dal van de Teviot. De derde lijn bestond uit soldaten die afkomstig waren uit Lothian, Argyll, Bute en Lorne. De achterste linie werd aangevoerd door koning David en bestond uit mannen afkomstig uit Moray en uit Davids lijfwacht van Franse en Engelse ridders. Hoewel het gewoon een literaire truc van zijn kant kan zijn, verhaalt Aelred van Rievaulx dat het strijdplan van de Schotten op het laatste moment werd gewijzigd. David zou oorspronkelijk van plan zijn geweest om als eerste met zijn ridders aan te vallen, maar de Gaelische krijgers voelden zich al jaren door David tekortgedaan omdat hij buitenlanders verkoos boven hen. Daarom eisten de mannen van Galloway dat zij de aanval mochten inleiden. Op hetzelfde moment werd het Engelse leger moed ingesproken in een toespraak over de superioriteit van de Normandiërs en de barbarij van de Schotten.
Zoals aan hen beloofd was, mochten de mannen van Galloway de aanval openen op de Engelse linies. Onder het aanroepen van een strijdkreet stootten zij hard op de Engelse linie. Nadat deze in eerste instantie terugdeinsde slaagden de gepantserde Engelse ridders erin om de Schotten terug te drijven waardoor de aanval werd afgeslagen. Aelred van Rievaulx schrijft het falen van de aanval toe aan de verwarring die Engelse boogschutters zaaiden in de Schotse linie en aan het gebrek aan bepantsering bij de mannen van Galloway, die op de vlucht sloegen nadat hun leiders omkwamen. Nadat de graaf van Lothian om het leven kwam, sloegen ook de mannen van Lothian op de vlucht. Volgens Aelred zou de Schotse koning daarna door zijn lijfwacht tot vluchten aangezet zijn, maar Hendrik van Huntingdon (een andere kroniekschrijver, niet te verwarren met Davids zoon Hendrik) volstaat met te zeggen dat de linies van de Schotten uiteen begonnen te vallen. Kort hierna leidde Davids zoon Hendrik aan het hoofd van een groep ridders te paard een succesvolle aanval op de Engelse linie, die hij wist te doorbreken. Hij viel de ongepantserde troepen aan die de paarden bewaakten, maar ondervond geen steun van de rest van het Schotse leger waardoor hij zich terug moest trekken. Ondertussen was het gehele Schotse leger op de vlucht geslagen.
De slag was van korte duur, want de bronnen stellen dat het Schotse leger al halverwege de ochtend was verslagen. Hoeveel verliezen er toe te schrijven zijn aan de slag of aan de vlucht erna is onduidelijk, maar tienduizend man zouden vermist zijn geraakt.

## Nasleep
Hoewel de Slag van de Standaard een verpletterende nederlaag voor David was, had de slag geen politieke gevolgen. David trok zich terug naar het kasteel van Carlisle, terwijl de Engelse edelen hun leger ontbonden. David bleef aldus de enige met een leger te velde, waarmee hij zijn greep op Cumberland en Northumbria verstevigde. Later in het jaar gaf ook het garnizoen van Wark zich over. Met koning Stefanus sloot David vrede, ook al zou hij zijn steun voor Mathilde niet intrekken en later haar zoon (de latere Hendrik II van Engeland) tot ridder slaan. Belangrijker voor Stefanus was dat David nooit meer een Schots leger naar het zuiden leidde. In ruil daarvoor erkende Stefanus Davids greep op Cumberland en Northumbria en werd Davids zoon Hendrik tot graaf van Northumbria benoemd. Pas na de dood van David slaagde de Hendrik II, met de steun van een verenigd en krachtig Engeland, erin om de beide graafschappen te ontfutselen aan Davids kleinzoon Malcolm IV.